# فورچون برندس
فورچون برندس (انگلیسی: Fortune Brands) شرکت تجهیزات امنیتی خانگی آمریکایی است، که در سال ۲۰۱۱ تأسیس شد.